# Super Mario World
Super Mario World, i Japan Super Mario World (スーパーマリオワールド Sūpā Mario Wārudo?), är ett TV-spel utvecklat av Nintendo 1991, det första spelet som släpptes till SNES. Spelet var producerat av Shigeru Miyamoto med musik av Koji Kondo. Spelet släpptes även till Game Boy Advance 2002 under namnet Super Mario Advance 2. 2007 blev spelet tillgängligt genom Virtual Console.

## Spelet
Super Mario World är ett sidoscrollande plattformsspel precis som föregångarna i Super Mario Bros.-serien. Spelet handlar om Mario och Luigi, som med hjälp av Yoshi ska rädda Prinsessan Toadstool från Kung Bowser och hans Koopalings som kommit tillbaka från sitt nederlag i Super Mario Bros. 3.
I Super Mario World introduceras dinosaurien Yoshi första gången och finns i fyra färger, grön, röd, blå och gul. Det finns även små Yoshi-dinosaurier som spelaren kan mata för att de ska bli fullvuxna.

## Världen i Super Mario World
Spelets banor är uppdelade i åtta världar: Yoshi's Island, Donut Plains, Vanilla Dome, Cookie Mountain, Twin Bridges, Forest of Illusion, Chocolate Island, och Valley of Bowser. Varje värld har sin egen stil, och ett slott i slutet där någon av Bowsers släktingar är bossar; Bowser själv är boss i Valley of Bowser. Det finns även två specialvärldar, Star World och Special World, som spelaren kan komma till genom att klara vissa banor på alternativa sätt. Klarar man banan Funky i Special World och går till Star Road 7 kommer man tillbaka till Yoshi's House. Men nu är allt förändrat. Årstiden har ändrats från vår till höst och fienderna börjar likna Mario.

## Övrigt
Om spelaren låter spelet stå cirka två minuter i Special World ändras musiken till den klassiska musiken från Super Mario Bros.

### Fotnoter
1. ↑  MobyGames.[källa från Wikidata]
2. ↑  ”"Super Mario world" and "The adventure of Link" släpps till Virtual Console”. Dagens nyheter. 9 februari 2007. http://www.dn.se/spel/spel-hem/super-mario-world-and-the-adventure-of-link-slapps-till-virtual-console/. Läst 17 mars 2017.